# Yttersjö
Yttersjö is een plaats in de gemeente Umeå in het landschap Västerbotten en de provincie Västerbottens län in Zweden. De plaats heeft 149 inwoners (2005) en een oppervlakte van 23 hectare. De plaats ligt aan een baai van het meer Bjännsjön. De stad Umeå ligt ongeveer zestien kilometer ten westen van Yttersjö.